# Liste der Stolpersteine in Schüttorf

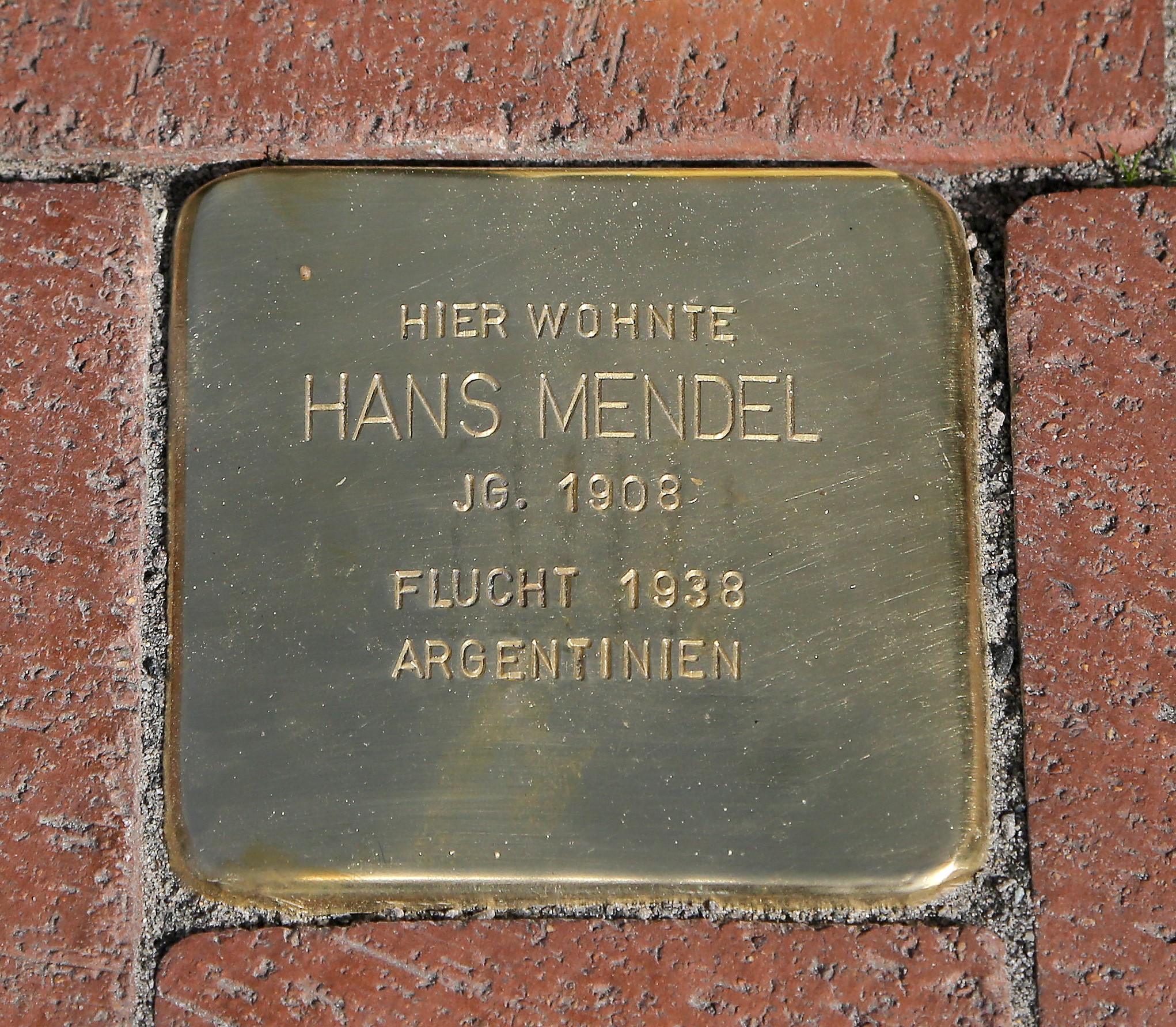

Die Liste der Stolpersteine in Schüttorf enthält alle Stolpersteine, die im Rahmen des gleichnamigen Kunst-Projekts von Gunter Demnig in Schüttorf verlegt wurden. Mit ihnen soll der Opfer des Nationalsozialismus gedacht werden, die in Schüttorf lebten und wirkten. Bei zwei Verlegungen im Dezember 2017 und September 2018 wurden insgesamt 24 Stolpersteine verlegt.
| Bild | Person/Inschrift | Adresse         | Bemerkungen |
| ---- | --- | --------------- | --- |
|      | Hier wohnte Sally Löhnberg Jg. 1872 Flucht 1936 Holland tot 21.05.1942 in Enschede                                                                | Föhnstraße 8    | 1900 eröffnete der 27-jährige Sally Löhnberg aus Bausenhagen sein „Modewaren Herren- und Damenconfectionsgeschäft“ in Schüttorf. Spätestens in dem 1909 an der Föhnstraße errichteten Wohn- und Geschäftshaus richtete er zusätzlich ein Fotoatelier ein. Er machte sein Hobby zum Beruf und war für seine guten Fotografien bekannt. 1901 heiratete er Clementine, Wertheim. Dem Ehepaar Löhnberg wurden sechs Kinder (Rudolf *1902, Ludwig *1903, Albert *1906, Helene *1913, Ilse*1919 und Max-Hermann *1921) geboren. Zur Jahreswende 1935/36 emigrierten Sally und Clementine Löhnberg mit ihrer jüngsten Tochter Ilse nach Enschede. Sally verstarb in Enschede. |
|      | Hier wohnte Clementine Löhnberg geb. Wertheim Jg. 1882 Flucht 1936 Holland mit Hilfe überlebt                                                     | Föhnstraße 8    | Clementine Löhnberg wurde als Tochter des Schüttorfer Kaufmanns Leffmann Wertheim, Inhaber eines Bekleidungsgeschäftes, 1882 in Schüttorf geboren. Sie heiratete 1901 Sally Löhnberg. Während ihr Mann überwiegend das Fotoatelier betrieb, kümmerte sie sich um das Bekleidungsgeschäft. Nach der Flucht in die Niederlande überlebte sie mit Hilfe von Pfarrer Overduin und seiner Widerstandsgruppe. Kurz nach dem Krieg wanderte sie mit ihrem jüngsten Sohn Max-Hermann nach Israel aus. Hier kam Clementine Löhnberg 1953 bei einem Verkehrsunfall ums Leben. |
|      | Hier wohnte Albert Löhnberg Jg. 1906 Flucht 1934 Holland mit Hilfe überlebt                                                                       | Föhnstraße 8    | Albert Löhnberg wurde 1906 in Schüttorf geboren und war das dritte Kind von Sally und Clementine Löhnberg. Er war wie sein Vater Fotograf. 1934 verzog er erst nach NL-Oldenzaal, dann nach NL-Enschede und eröffnete hier ein Fotoatelier. Er heiratete 1935 die Emdenerin Sophie Martha Visser. Wie seine Mutter überlebte auch er mit Hilfe von Pfarrer Overduin und seiner Widerstandsgruppe. Nach dem Krieg lebte er zusammen mit seiner Frau und drei Kindern in NL-Enschede und betrieb ein Fotoatelier. |
|      | Hier wohnte Ilse Löhnberg Jg. 1919 Flucht 1936 Holland mit Hilfe überlebt                                                                         | Föhnstraße 8    | Ilse Löhnberg wurde 1919 in Schüttorf geboren und war die jüngste Tochter von Sally und Clementine Löhnberg. Sie flüchtete zur Jahreswende 1935/36 mit ihren Eltern nach NL-Enschede. Nach der Flucht in die Niederlande überlebte sie mit Hilfe von Pfarrer Overduin und seiner Widerstandsgruppe. Ilse Löhnberg starb 1965 in NL-Termunten. |
|      | Hier wohnte Max-Hermann Löhnberg Jg. 1921 Flucht 1937 Holland mit Hilfe ü berlebt                                                                 | Föhnstraße 8    | Max Hermann Löhnberg wurde 1921 in Schüttorf geboren und war der jüngste Sohn von Sally und Clementine Löhnberg. Als seine Eltern 1935/36 in die Niederlande flüchteten, lebte er im Landwerk (Hachschara) Neuendorf bei Brandenburg, einer jüdischen Ausbildungsstätte. Ende 1937 folgte er seinen Eltern in die Niederlande. Mit Hilfe von Pfarrer Overduin und seiner Widerstandsgruppe überlebte er die Kriegszeit. Kurz nach dem Krieg wanderte er mit seiner Mutter nach Israel aus. Hier lebte er unter dem Namen Mordechai Laron. Er verstarb 1986 in Regba/Israel. |
|      | Hier wohnte Helene Löhnberg verh. Wilzig Jg. 1913 Flucht 1935 Holland mit Hilfe überlebt                                                          | Föhnstraße 8    | Helene Löhnberg wurde 1913 in Schüttorf geboren als Tochter von Sally und Clementine Löhnberg geboren. Sie lebte 1935 in Dülmen und flüchtete von dort in die Niederlande. 1937 heiratete sie in Gildehaus den Handlungsgehilfen Herman Wilzig aus Witten und lebt mit ihm in Enschede. Im März 1939 flüchtete das Ehepaar nach New York. Helene Löhnberg starb 1980 in Broward/Florida. |
|      | Rudolf Löhnberg |                 | Rudolf Löhnberg wurde 1902 in Schüttorf als Sohn von Sally und Clementine Löhnberg geboren. Er heiratete 1930 Johanna Levie aus Rhoden und zog in den Heimatort seiner Frau. Im August 1935 emigrierte das Ehepaar mit Tochter Ingeborg nach Baltimore/USA. Für Rudolf Löhnberg gibt es keinen Stolperstein, da er Schüttorf vor 1930 verließ. |
|      | Ludwig Löhnberg |                 | Ludwig Löhnberg wurde 1903 in Schüttorf als Sohn von Sally und Clementine Löhnberg geboren. Er verzog 1931 mit seiner aus Bentheim stammenden Frau Hildegard geb. Wertheim nach Rheine. 1933 emigrierte die Familie mit Sohn Werner in die Niederlande. Alle drei wurden über Westerbork nach Auschwitz deportiert und dort im Frühjahr 1943 ermordet. Für Ludwig Löhnberg gibt es in Schüttorf keinen Stolperstein, da er Schüttorf vor 1930 verließ. |
|      | Hier wohnte Luise Löwenstein geb. Wertheim Jg. 1902 Deportiert 1941 Riga ermordet                                                                 | Markt 9         | Luise Löwenstein geb. Wertheim wurde 1902 in Schüttorf geboren und war die jüngste Schwester von Clementine Löhnberg. Ihre Eltern waren Leffmann Wertheim und Helene Isaac. Luise heiratete 1927 Josef Löwenstein, den Witwer ihrer Schwester Johanne (1890–1925) und führte mit ihm das elterliche Bekleidungsgeschäft in Schüttorf am Markt. Nach Enteignung und Pogromnacht harrte man in Schüttorf aus. Am 13.12.1941 wurde die Familie mit dem "Bielefelder Transport" nach Riga deportiert. Luise Löwenstein starb dort den Hungertod. |
|      | Hier wohnte Josef Löwenstein JG. 1890 Schutzhaft 1938 Sachsenhausen Deportiert 1941 Riga ermordet                                                 | Markt 9         | Josef Löwenstein wurde 1890 in Fürstenau geboren. Er heiratete die Schüttorferin Johanne Wertheim (1890–1925), führte mit ihr das Bekleidungsgeschäft des verstorbenen Vaters. 1922 wurde Tochter Herta und 1925 Sohn Günther geboren. Kurz nach der Geburt des Sohnes verstarb seine Ehefrau. Josef Löwenstein ehelichte 2 Jahre später seine Schwägerin Luise, die den Halbwaisen eine gute Mutter war. 1938 wurde das Geschäft geschlossen. In der Pogromnacht wurde Josef Löwenstein verhaftet und für 4 Wochen nach Sachsenhausen verschleppt. Nach diesen Erfahrungen versuchte die Familie zu emigrieren, doch das Vermögen der ehemals wohlhabenden Geschäftsinhaber lag auf Sperrkonten und eine Ausreise wurde verweigert. Am 13.12.1941 wurde die Familie mit dem "Bielefelder Transport" nach Riga deportiert. Josef Löwenstein wurde kurz nach der Ankunft erschossen.                                         |
|      | Hier wohnte Herta Löwenstein JG. 1922 Deportiert 1941 Riga 1944 Stutthof ermordet 01.10.1944                                                      | Markt 9         | Herta Löwenstein wurde 1922 in Schüttorf geboren und war die Tochter von Josef Löwenstein und seiner Ehefrau Johanne geb. Wertheim. Mit ihren Eltern und ihrem Bruder Günther wurde sie am 13.12.1941 nach Riga deportiert. Am 09.08.1944 erfolgte die Verlegung nach Stutthof, wo sie kurz darauf im Alter von 22 Jahren ermordet wurde. |
|      | Hier wohnte Günther Löwenstein JG. 1925 Deportiert 1941 ermordet 31.01.1942 Riga-Salaspils                                                        | Markt 9         | Günther Löwenstein wurde 1925 in Schüttorf geboren und war der Sohn von Josef Löwenstein und seiner Ehefrau Johanne geb. Wertheim. Er musste Ende 1938 die Schule in Schüttorf verlassen und zur israelitischen Gartenbauschule in Ahlem bei Hannover wechseln. Mit den Eltern und seiner Schwester Herta wurde der 16-Jährige am 13.12.1941 nach Riga deportiert und kurz nach der Ankunft vor den Augen der Eltern erschossen. |
|      | Hier wohnte Amanda Löhnberg geb. Wertheim JG. 1884 Flucht 1938 Palästina                                                                          | Markt 9         | Amanda Löhnberg wurde 1884 in Schüttorf geboren und war die Schwester von Clementine, Johanne und Luise Wertheim. Sie heiratete 1907 David Löhnberg, den Bruder von Sally Löhnberg (1872–1942). Das Ehepaar lebte erst in Epe/Gronau, dann in Schüttorf und ab 1911 in Unna. Hier eröffnete man ein Schuhgeschäft, das 1934 arisiert wurde. Der Familie war die Lebensgrundlage entzogen. Mit ihrer Tochter Herta kehrte das Ehepaar nach Schüttorf zurück und fand im mütterlichen Elternhaus bei Schwester Luise eine Unterkunft. März 1938 gelang ihr mit Mann und Tochter die Flucht nach Palästina. Für Amanda Löhnberg wurde auch in Unna ein Stolperstein gelegt. |
|      | Hier wohnte David Löhnberg JG. 1876 Flucht 1938 Palästina                                                                                         | Markt 9         | David Löhnberg wurde 1876 als Sohn Kaufmanns Max Löhnberg in Bausenhagen geboren. Er war der jüngere Bruder von Sally Löhnberg (1872–1942). 1907 heiratete David Löhnberg in Schüttorf Amanda Wertheim. Das Ehepaar lebte erst in Epe/Gronau, dann in Schüttorf und ab 1911 in Unna. Hier eröffnete der gelernte Schneider ein Schuhgeschäft, das 1934 arisiert wurde. Mit ihrer Tochter Herta kehrte das Ehepaar nach Schüttorf zurück und fand bei Löwensteins eine Unterkunft. März 1938 gelang ihm mit Frau und Tochter die Flucht nach Palästina. Das Ehepaar David und Amanda Löhnberg hatte zwei weitere Kinder: Alfred *1908 und Eugen *1914. Alfred legte in Unna sein Abitur ab, studierte Geophysik und promovierte. Er wanderte 1933 zusammen mit seiner Ehefrau Gerda geb. Keil nach Palästina aus. Eugen folgte seinem Bruder im Februar 1934. Für David Löhnberg wurde auch in Unna ein Stolperstein gelegt. |
|      | Hier wohnte Herta Löhnberg verh. Schragenheim JG. 1911 Flucht Palästina                                                                           | Markt 9         | Herta Löhnberg wurde 1911 in Unna als Tochter von David und Amanda Löhnberg geboren. Im Frühjahr 1935 kamen die Eltern mit der inzwischen verheirateten Tochter Herta (oo Erich Schragenheim 1895–1965) bei Löwensteins in Schüttorf unter. Auch Herta flüchtete nach Palästina und starb kinderlos 1968 in Kfar/Shmaryahu (Israel). Für sie wurde auch in Unna ein Stolperstein gelegt. |
|      | Hier wohnte Salomon "Sally" Süskind JG. 1876 Fluchtb 1934 Holland tot 07.04.1936                                                                  | Jürgenstraße 19 | Salomon (Samson) Süskind (Sueskind, Suiskind), in Schüttorf nur als Sally bekannt, wurde im Dez.1876 in Herzlake geboren. 1903 kam der Händler mit seiner Frau Rosa Helene geb. Goedhard und der Tochter Sophie nach Schüttorf und bezog in der Jürgenstraße ein kleines Häuschen. Die Familie lebte bescheiden und war gut integriert. Das Ehepaar hatte 6 Kinder: Sophie *1902, Samuel *1904, Evaline *1906, Alfred *1907, Henriette *1912, Hermann *1917. Im Spätsommer 1934 entschlossen sich der fast 70-jährige Sally und seine Frau Rosa in ihre Geburtsstadt NL-Enschede zu ziehen. Das Haus in Schüttorf überließen sie ihrem ältesten Sohn Sally (Samuel). |
|      | Hier wohnte Rosa-Helene Süskind geb. Goedhard JG. 1876 Flucht 1934 Holland mit Hilfe überlebt                                                     | Jürgenstraße 19 | Rosa-Helene Süskind geb. Goedhard wurde 1876 in NL-Enschede geboren. Sie heiratete 1901 hier Sally Süskind. Das Ehepaar verzog 1903 nach Schüttorf. 1934 kehrte sie mit ihrem Mann nach Enschede zurück. Sie starb 1958. |
|      | Hier wohnte Alfred Süskind JG. 1907 Flucht 1933 Holland Interniert Westerbork Deportiert 1943 Sobibor ermordet 00.4.1943                          | Jürgenstraße 19 | Alfred Süskind (Suiskind) wurde 1907 in Schüttorf als Sohn von Sally und Rosa Süskind geboren. 1933 heiratete er in Rotterdam Francina Beffie. Das Ehepaar lebte in den Niederlanden und wurde 1943 gemeinsam mit den achtjährigen Sohn Henri Walter (* 1935) deportiert und in Sobibor ermordet. |
|      | Hier wohnte Hermann Süskind JG.1917 Flucht 1934 Holland mit Hilfe überlebt                                                                        | Jürgenstraße 19 | Hermann Süskind (Suiskind) wurde 1917 in Schüttorf als Sohn von Sally und Rosa Süskind geboren. Er flüchtete im September 1934 in die Niederlande und überlebte den Krieg, weil holländische Bauern ihn versteckten. 1946 heiratete er in Utrecht Gerritje van Ede. Hermann Suiskind verstarb 1984 in NL-Zeist und hinterließ 3 Söhne |
|      | Hier wohnte Samuel Süskind JG. 1904 Flucht 1938 Holland Interniert Westerbork Deportiert 1942 Gross-Rosen ermordet 07.02.1945                     | Jürgenstraße 19 | Samuel Süskind, wie sein Vater nur Sally genannt, wurde 1904 in Schüttorf geboren. Der Altwarenhändler heiratete Anna Joselewitz aus Rheine und übernahm nach dem Auszug seiner Eltern das Haus in der Jürgenstraße. 1936 wurde hier Tochter Ruth geboren. Ab 1937 gab es Probleme mit der Finanzbehörde. Süskind wurde willkürlich zu einer Geldstrafe verurteilt. Da der Vater 1936 im Ausland verstorben war, gab es große Probleme mit der Erbschaft des Hauses. 1938 entschloss sich Süskind, das Haus zu verkaufen. Als die Familie Ende 1938 endlich nach NL-Enschede ausreisen durfte, war ihnen nach Abzug aller Abgaben und Gebühren noch ein Verkaufserlös von 81,50 RM geblieben, den sie mit ausführen durften. 1942 wurde die Familie nach Westerbork deportiert. Samuel "Sally" Süskind wurde 1945 im KZ Gross-Rosen ermordet.                                                                               |
|      | Hier wohnte Anni Heinici Süskind geb. Joselewitz JG. 1910 Flucht 1938 Holland Interniert Westerbork Deportiert 1942 Auschwitz Ermordet 19.10.1942 | Jürgenstraße 19 | Anni Joselewitz wurde 1910 in Wilna/Litauen geboren und kam dann nach Rheine. Sie heiratete Samuel "Sally" Süskind und hatte mit ihm zwei Töchter: Ruth wurde 1936 in Schüttorf geboren, Sonja nach der Emigration 1940 in NL-Enschede. Anni Süskind und ihre beiden Töchter wurden 1942 in Auschwitz ermordet. |
|      | Hier wohnte Ruth Süskind JG. 1936 Flucht 1938 Holland Interniert Westerbork Deportiert 1942 Auschwitz Ermordet 19.10.1942                         | Jürgenstraße 19 | Ruth Süskind wurde 1936 in Schüttorf geboren und starb 1942 zusammen mit ihrer Mutter Anni und ihrer Schwester Sonja im KZ Auschwitz. |
|      | Evaline Süskind verh. van Essen |                 | Evaline wurde 1906 in Schüttorf als Tochter des Altwarenhändler Sally Süskind und seiner Frau Rosa Helene geboren. Sie heiratete den Enscheder Schlachter Levie van Essen und wurde 1944 in Auschwitz ermordet. Ihr Mann und die beiden Kinder überlebten. Da sie vor 1930 Schüttorf verließ, wurde kein Stolperstein gelegt. |
|      | Henriette Süskind verh. Dingsdag |                 | Henriette wurde 1912 in Schüttorf als Tochter des Altwarenhändler Sally Süskind und seiner Frau Rosa Helene geboren. Sie heiratete Jacob Dingsdag und verzog vor 1930 in die Niederlande. Das Ehepaar wurde 1942 in Auschwitz ermordet. |
|      | Sophie Süskind verh. Drukker |                 | Sophie wurde 1902 als Tochter des Altwarenhändler Sally Süskind und seiner Frau Rosa Helene in NL-Enschede geboren, wuchs aber in Schüttorf auf. Sie heiratete Abraham Drukker und verzog vor 1930 nach Amsterdam. Die Familie überlebte den Krieg. |
|      | Hier wohnte Hans Mendel JG. 1908 Flucht 1938 Argentinien                                                                                          | Mauerstraße 48  | Hans Mendel wurde 1908 als Sohn des Viehhändlers Eduard Mendel und seiner Frau Teresia Lebenstein in Gildehaus geboren. Zur Familie gehörten 10 Kindern (Else *1902, Albert *1903, Paul *1904, Hugo *1906, Hans *1908, Karl *1909, Walter-Max *1912, Sophie *1914, Willy *1918 und Ruth *1920). Ab 1910 lebte man in Schüttorf in einer Villa in der Mauerstraße. Die Familie verzog 1931 wegen antisemitischer Angriffe aus der Bevölkerung nach Rheine. Hans Mendel blieb allein in Schüttorf und zog erst 1933 nach Rheine. Von dort flüchtete er nach Argentinien. Für die ermordeten Eltern Eduard und Terese Mendel wurden in Rheine Stolpersteine gelegt. |
|      | Hier wohnte Else Bendix geb. Wirth JG. 1899 Flucht 1936 USA                                                                                       | Rosenstraße 1   | Else Wirth wurde 1899 in Gemünden/Hunsrück geboren. Sie war verheiratet mit Benno Bendix. Zwei Geschwister von Else lebten bereits seit 1911 in Iowa/USA. Zwei weitere Brüder wanderten zu Beginn der 1930er in die Staaten aus und im März 1936 emigrierten Elses Eltern und eine Schwester in die USA. Im Januar 1937 erreichte Else Bendix Chicago. Hier wartete sie auf ihren Sohn und ihren Mann. Else Bendix starb 1982 in Illinois/USA. |
|      | Hier wohnte Karl Bendix JG. 1920 Flucht 1936 USA                                                                                                  | Rosenstraße 1   | Karl Bendix wurde 1920 in Schüttorf geboren und war das einzige Kind von Benno und Else Bendix. Er besuchte das Gymnasium in Rheine und hatte zu den Schüttorfer Jungen wenig Kontakt. Mit 15 Jahren musste er die Oberschule verlassen und wechselte in das jüdische Ausbildungszentrum Gut Rüdnitz bei Berlin, kehrte aber schon vier Wochen später zurück in die Grafschaft. Im Juli 1936 meldete er sich in das Werkdorp (Hachschara) Wieringermeer in Nordholland ab. Im Mai 1937 folgte Karl Bendix seiner Mutter Else nach Chicago. Karl Bendix starb 1999 in Illinois/USA. |
|      | Hier wohnte Benno Bendix JG. 1893 Flucht 1936 USA                                                                                                 | Rosenstraße 1   | Benno Bendix wurde 1893 in Coesfeld geboren. 1919 kam er nach Schüttorf und heiratete Else Wirth. Ein Jahr später wurde das einzige Kind Karl geboren. Bendix war Viehhändler. 1932/33 geriet er in finanzielle Schwierigkeiten. Bendix wurde verhaftet, da er Außenstände bei den Bauern nicht begleichen konnte. Die angestellten Ermittlungen gaben jedoch nicht genügend Anlass, für einen längeren Arrest. In den nächsten Jahren versuchte die Familie, möglichst "unauffällig" zu leben. Im Dezember 1936 meldete er sich in Schüttorf ab und gab an "auf Reisen" zu sein. Er musste den Umweg über Costa Rica in Kauf nehmen und stieß im August 1937 in Chicago zu seiner Familie. Benno Bendix pachtete eine Farm und verstarb 1961 in Illinois/USA. |